# Lenbachhaus

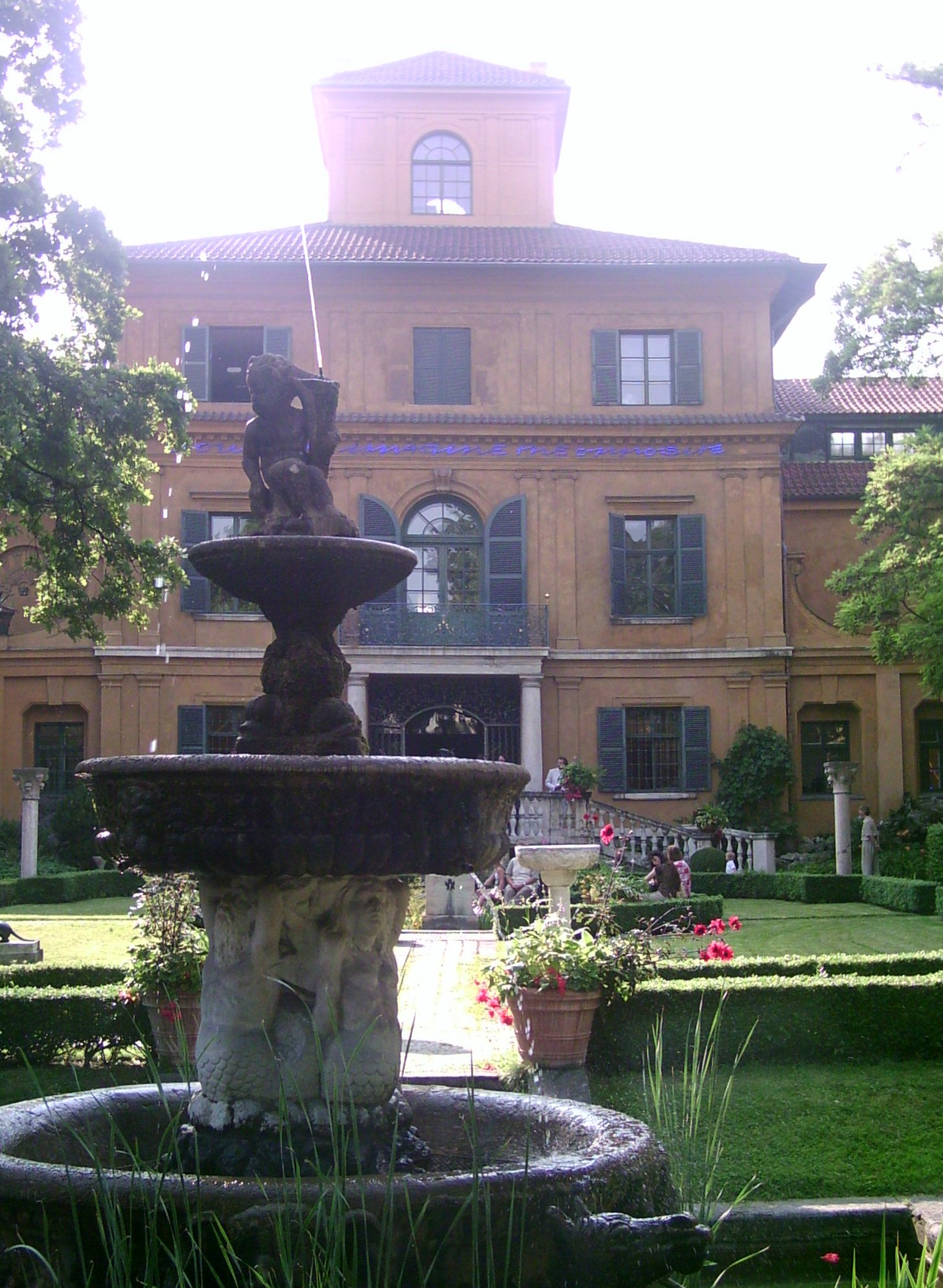
La Lenbachhaus: Jardí i entrada principal.

La Lenbachhaus és un museu i galeria d'art de Múnic, capital de Baviera. Està ubicada en un edifici d'interès historicoartístic, la vil·la del «Príncep dels pintors», Franz von Lenbach. Va ser construïda entre 1887 i 1891 d'acord amb un disseny de Gabriel von Seidl i entre 1927 i 1929 va ser ampliada per Hans Grässel, cosa que va passar de nou entre 1969 i 1972, en aquest cas per Heinrich Volbehr i Rudolf Thönessen. Algunes de les sales es van mantenir en el seu estat original i poden ser objecte d'una visita guiada.

## Col·lecció

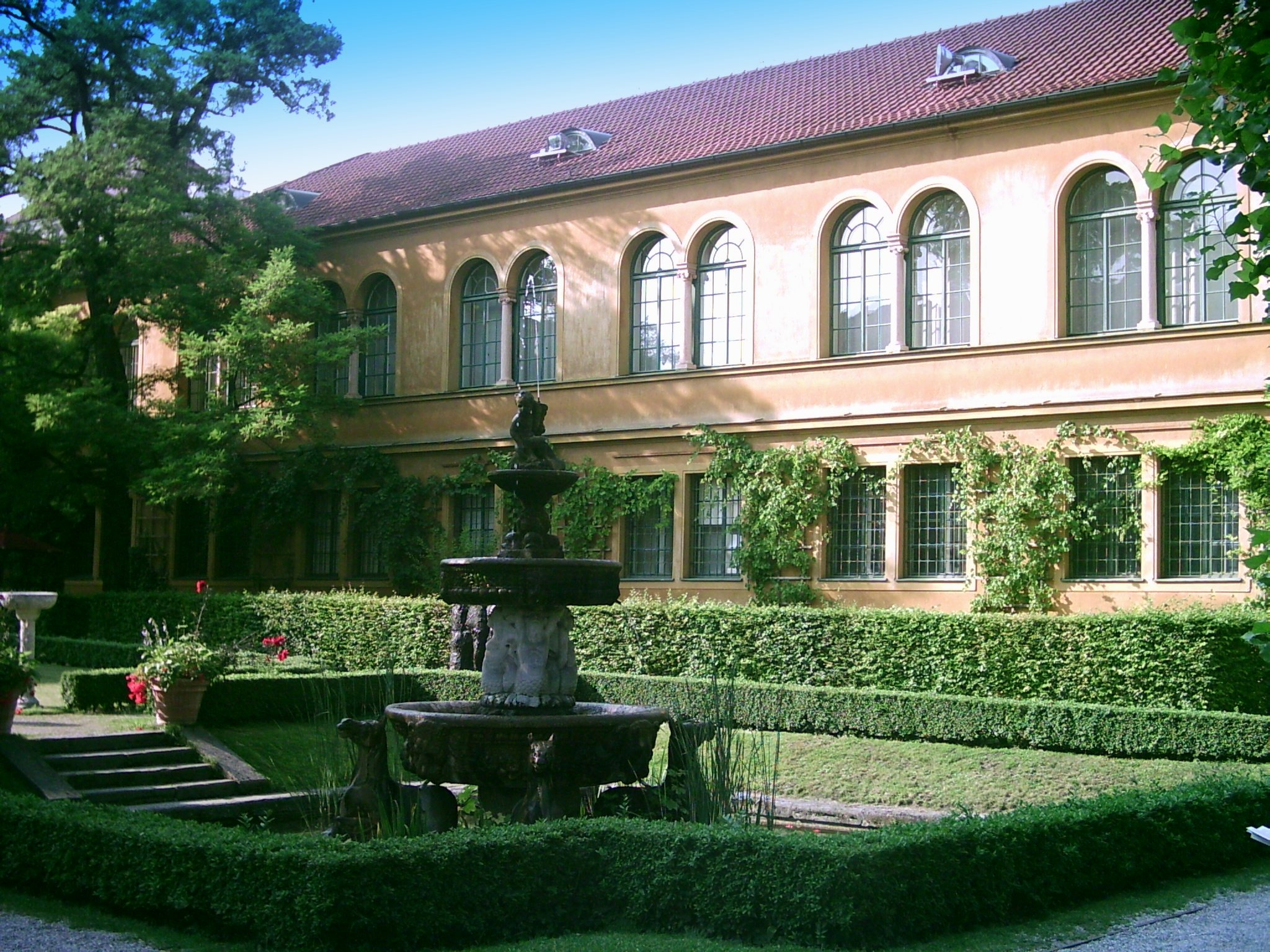
L'ala nord del complex.

El museu exhibeix principalment obres de pintors que van viure a Múnic, especialment entre els segles xviii i xix. La Lenbachhaus té, entre altres obres, les de Jan Polack, Christoph Schwarz, Georges Desmarees («Comtessa Holstein» 1754), Wilhelm von Kobell, Johann Georg von Dillis, Carl Rottmann, Carl Spitzweg, Eduard Schleicher, Carl Theodor von Piloty, Franz von Stuck, Franz von Lenbach, Friedrich August von Kaulbach, Wilhelm llegible, Wilhelm Trübner i Hans Thoma. A l'ala nord es pot veure la pintura del cercle de l'anomenada Escola d'estiu del segle xix.
També s'hi exposen obres de membres de la secessió muniquesa, fundada el 1892, com ara Lovis Corinth, Max Slevogt i Fritz von Uhde.
La Lenbachhaus deu el seu renom com a museu de categoria internacional sobretot a la seva col·lecció única d'obres del grup Der Blaue Reiter, amb moltes pintures d'Alexei von Jawlensky, Vassili Kandinski, Gabriele Munter, Franz Marc, August Macke, Marianne von Werefkin i Paul Klee.
Al costat d'aquestes, hi ha també obres de la Nova objectivitat, amb treballs de Christian Schad, Rudolf schlicht, etc.

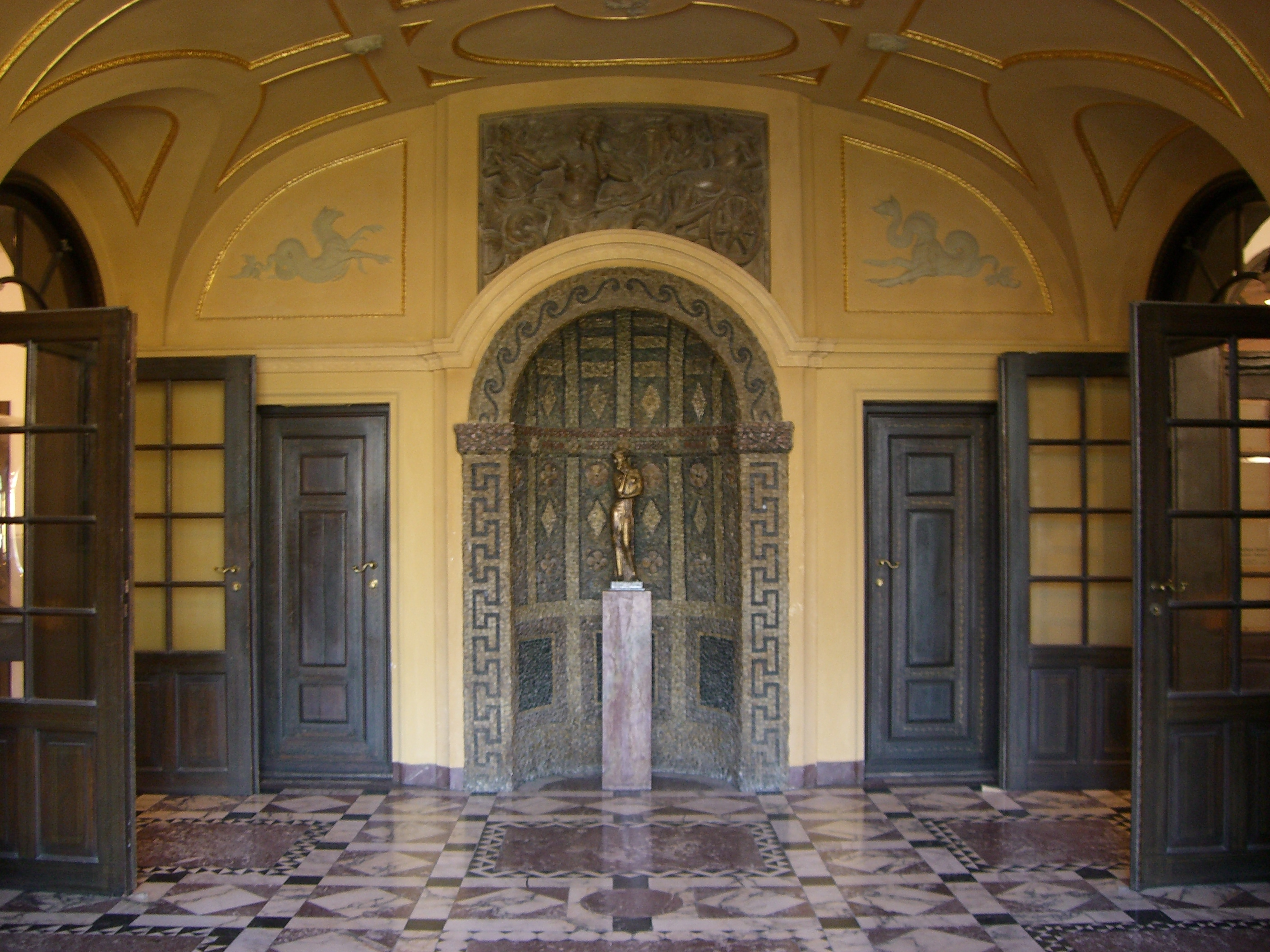
Saló d'entrada.

En altres sales tenen lloc exposicions temporals. Des de la dècada de 1970 el museu va començar a prestar atenció a les tendències i artistes d'art contemporània i adquirir-ne obres. El museu es concentra, en les seves noves adquisicions, en treballs d'artistes individuals, per a després exhibir-les en grups de treball. Una novetat important va ser l'adquisició el 1979 de la instal·lació Mostra les teves ferides de Joseph Beuys.
Van seguir espais instal·lats i grups de treball, entre d'altres de Franz Ackermann, Dennis Adams, Christian Boltanski, James Coleman, Lovis Corinth, Thomas Demand, Olafur Eliasson, Vali Export, Dan Flavin, Günther Forge, Günther Fruhtrunk, Rupprecht Geiger, Isa Genzken, Liam Gillick, Katharina Grosse, Michael Heizer, Andreas Hofer, Jenny Holzer, Stephan Huber, Asger Jorn, Ellsworth Kelly, Anselm Kiefer, Alfred Kohler, Michaela Melian, Gerhard Merz, Maurizio Nannucci, Roman Opalka, Sigmar Polke, Arnulf Rainer, Gerhard Richter, Michael Sailstorfer, Richard Serra, Katharina Sieverding, Andy Warhol, Lawrence Weiner, Wiener Aktionisten i Martin Wöhrl.

### Algunes obres d'art de la col·lecció

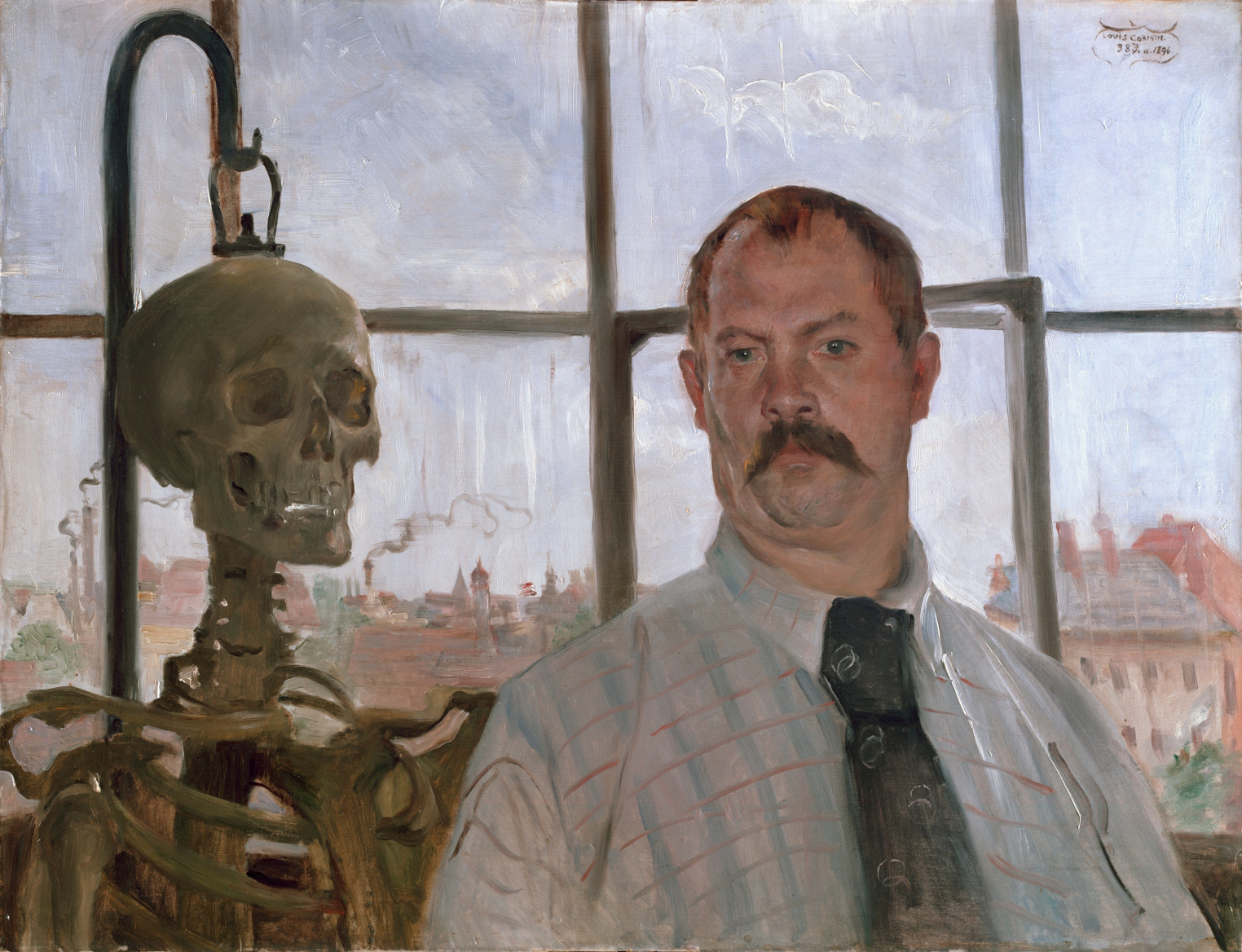
Lovis Corinth Autoretrat amb esquelet, 1896
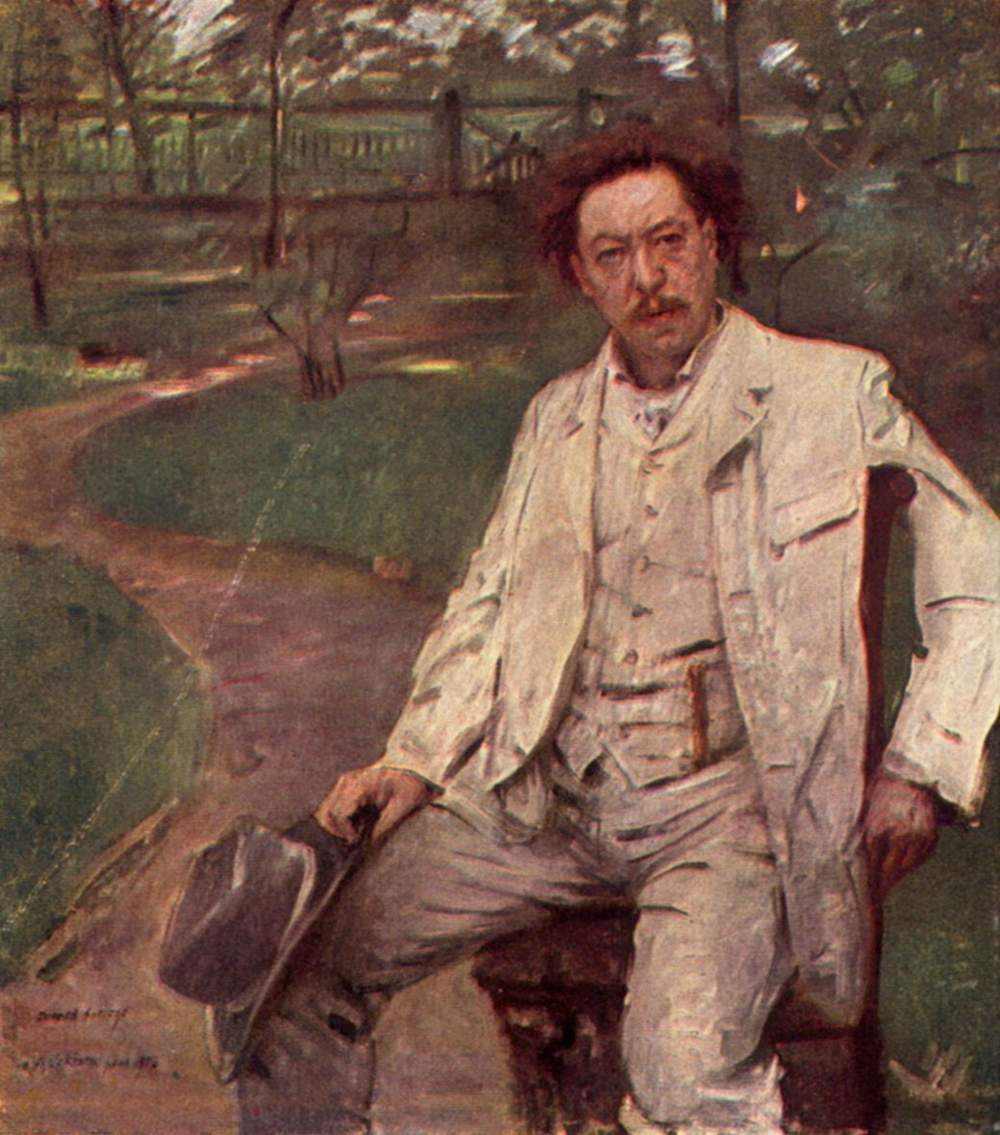
Lovis Corinth Retrat del pianista Conrad Ansorge, 1903
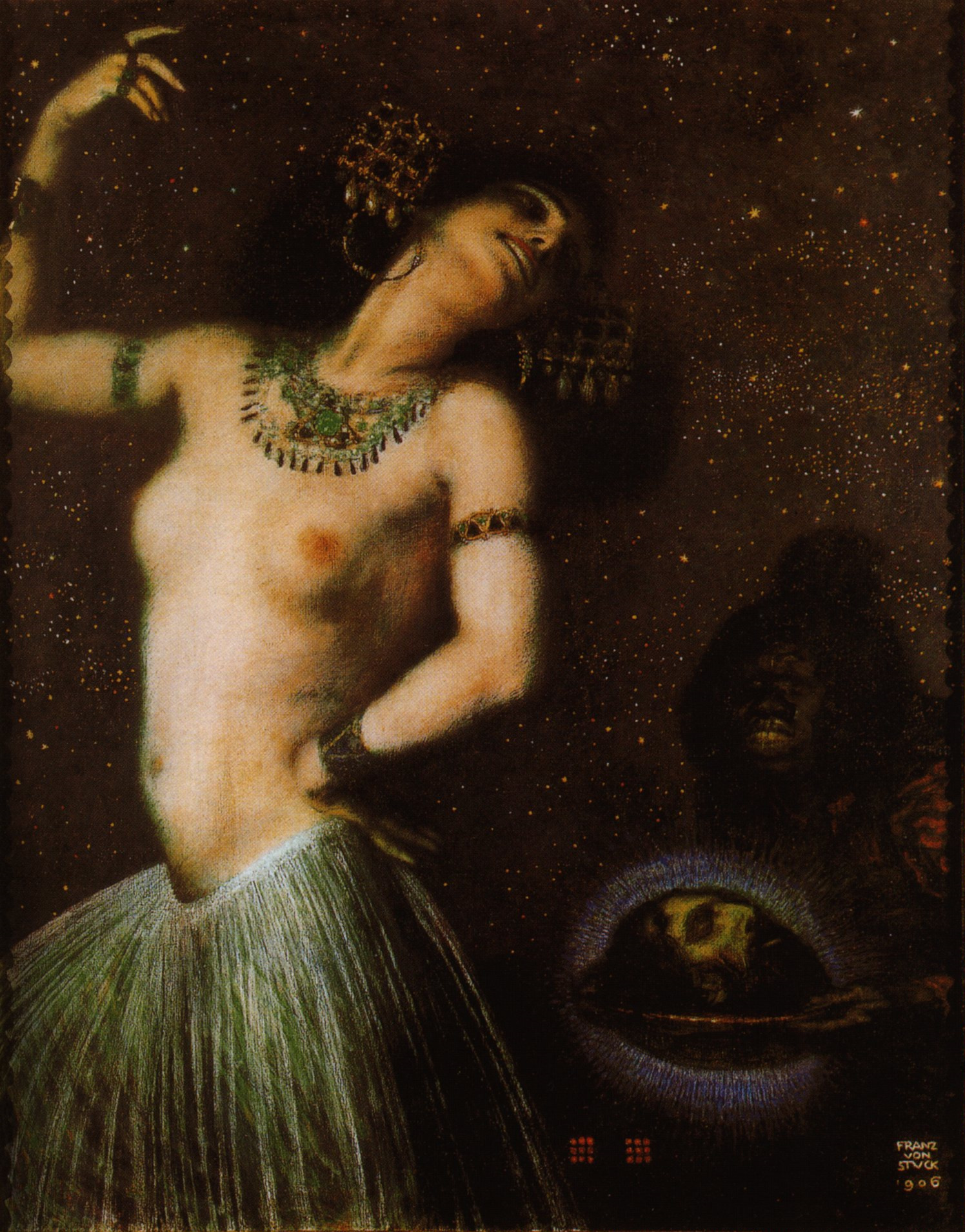
Franz von Stuck Salomé, 1906
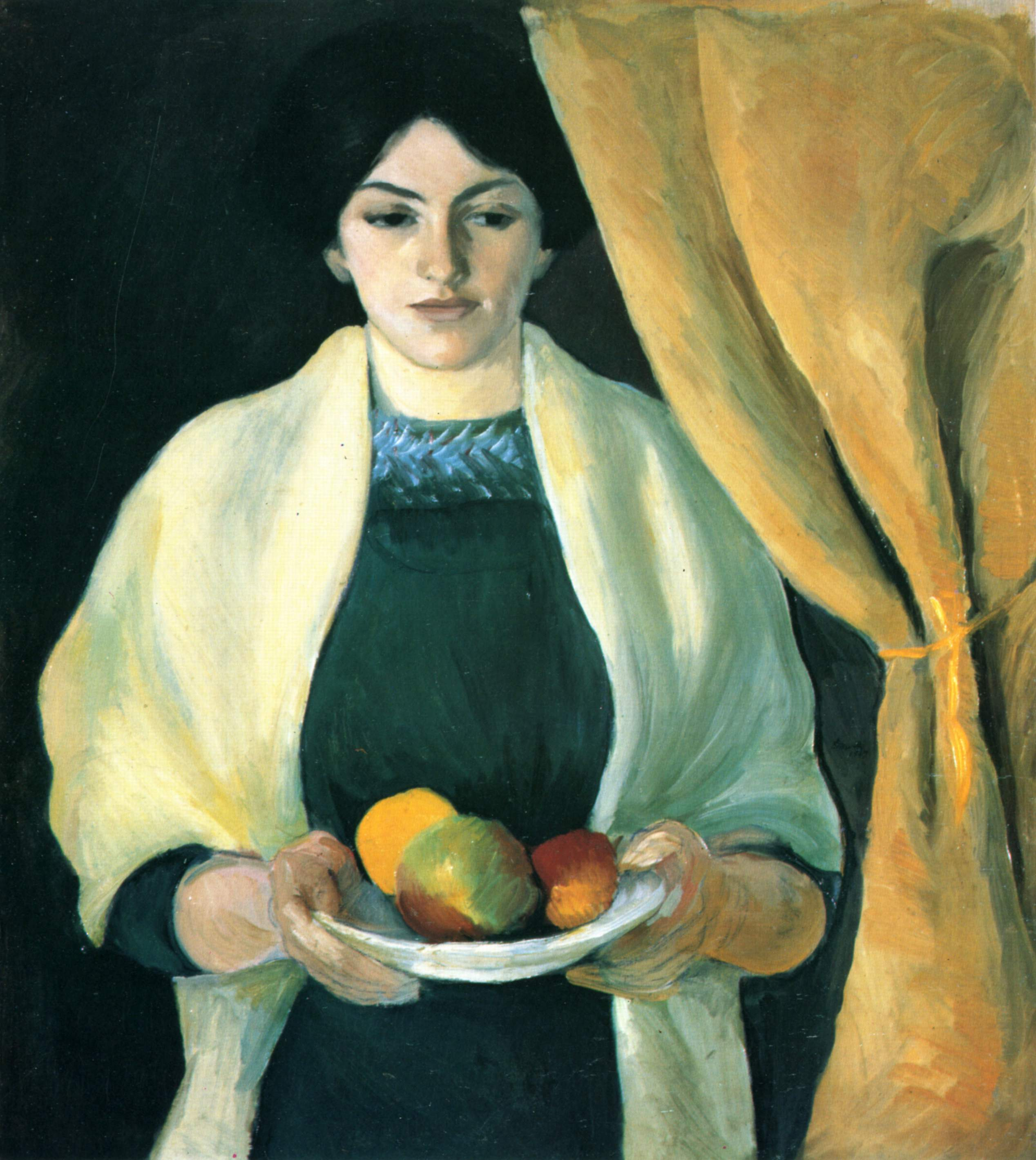
August Macke Retrat amb pomes, 1909
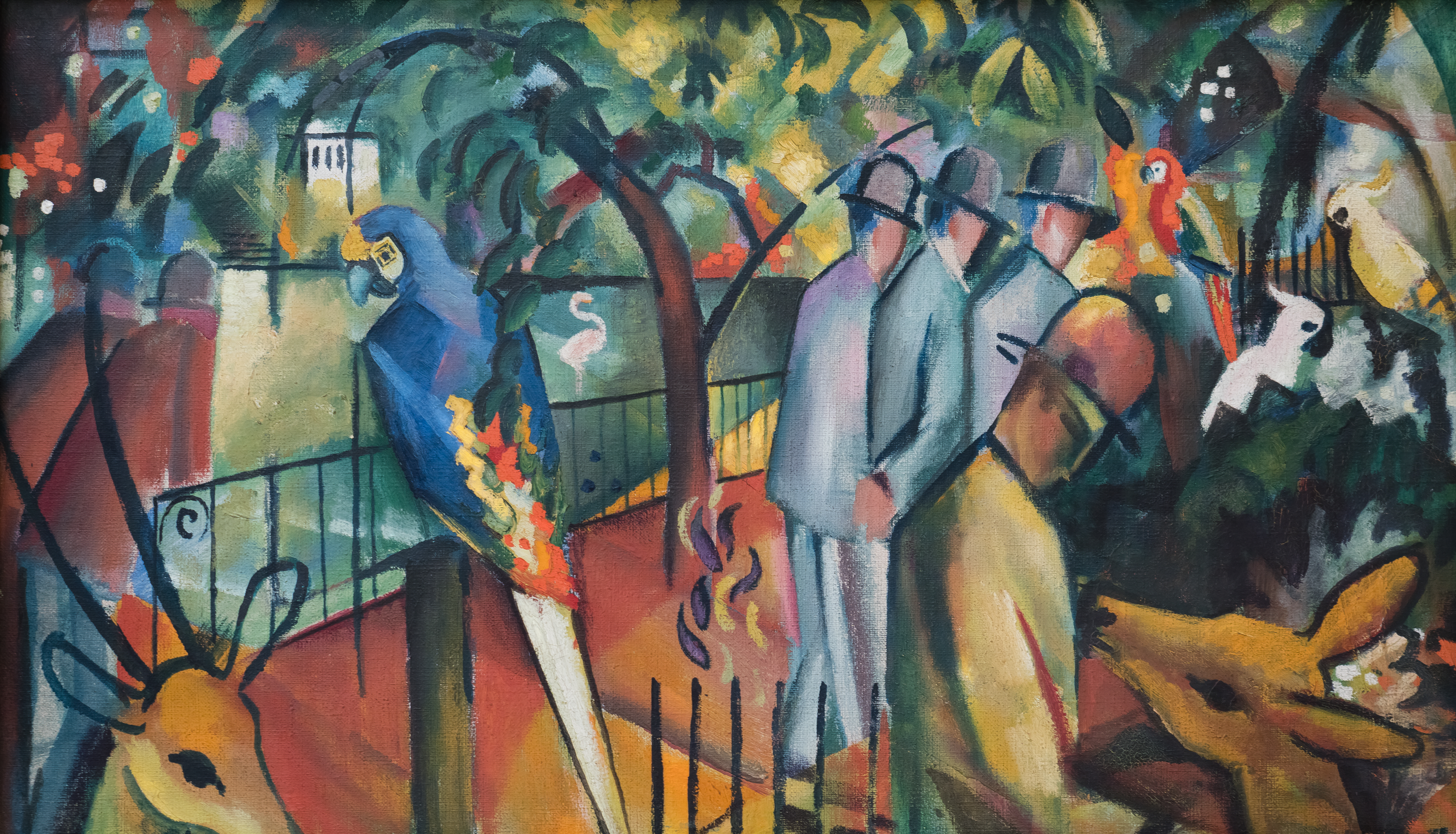
August Macke Jardí zoològic I, 1912
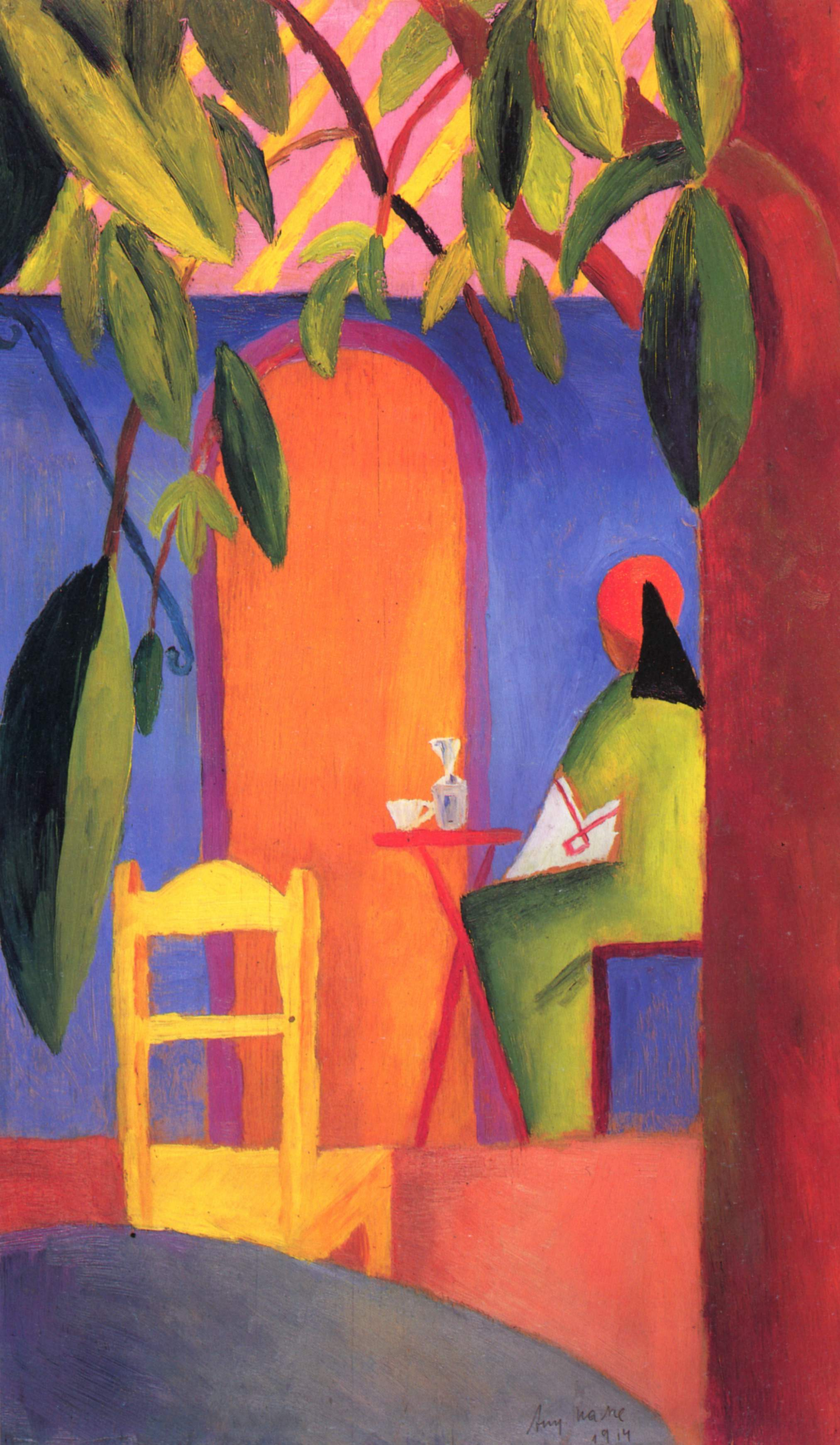
August Macke Cafè turc, 1914
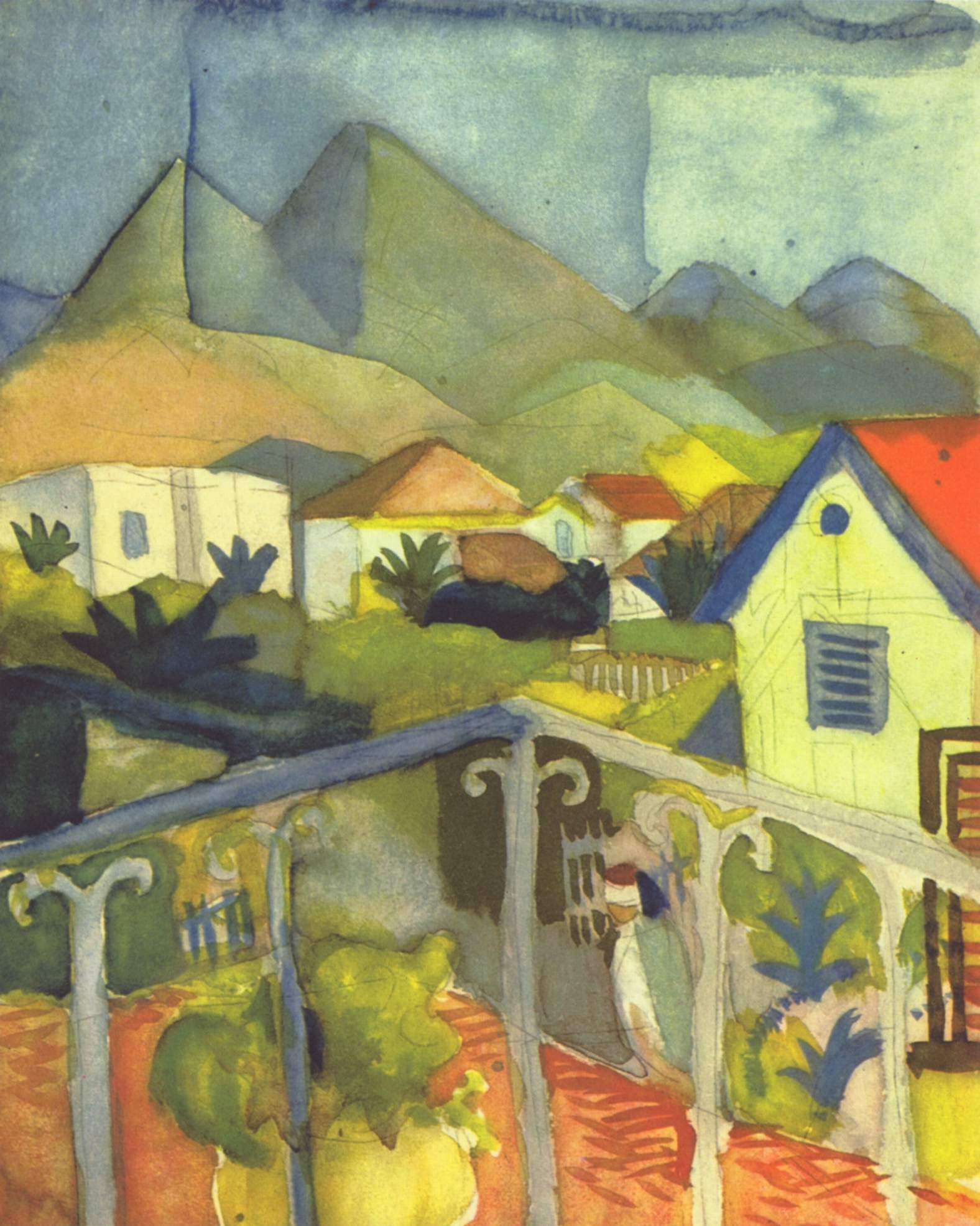
August Macke Saint Germain a Tunísia, 1914
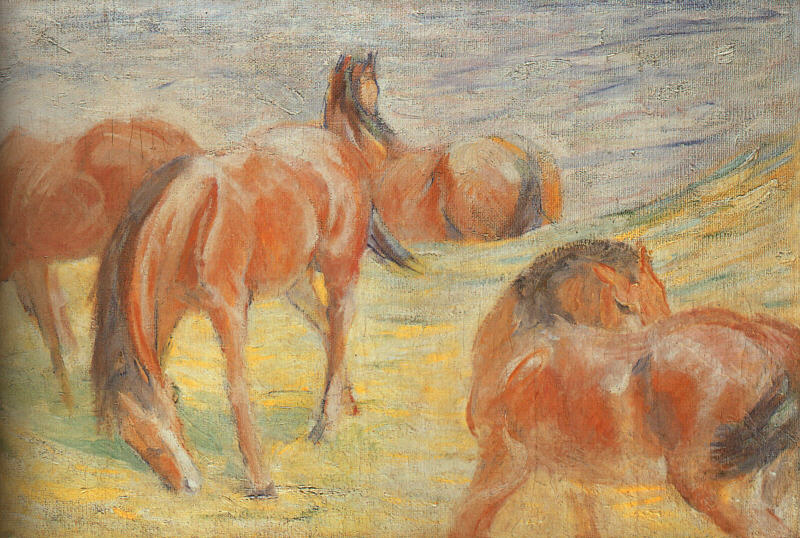
Franz Marc Cavalls pasturant I, 1910
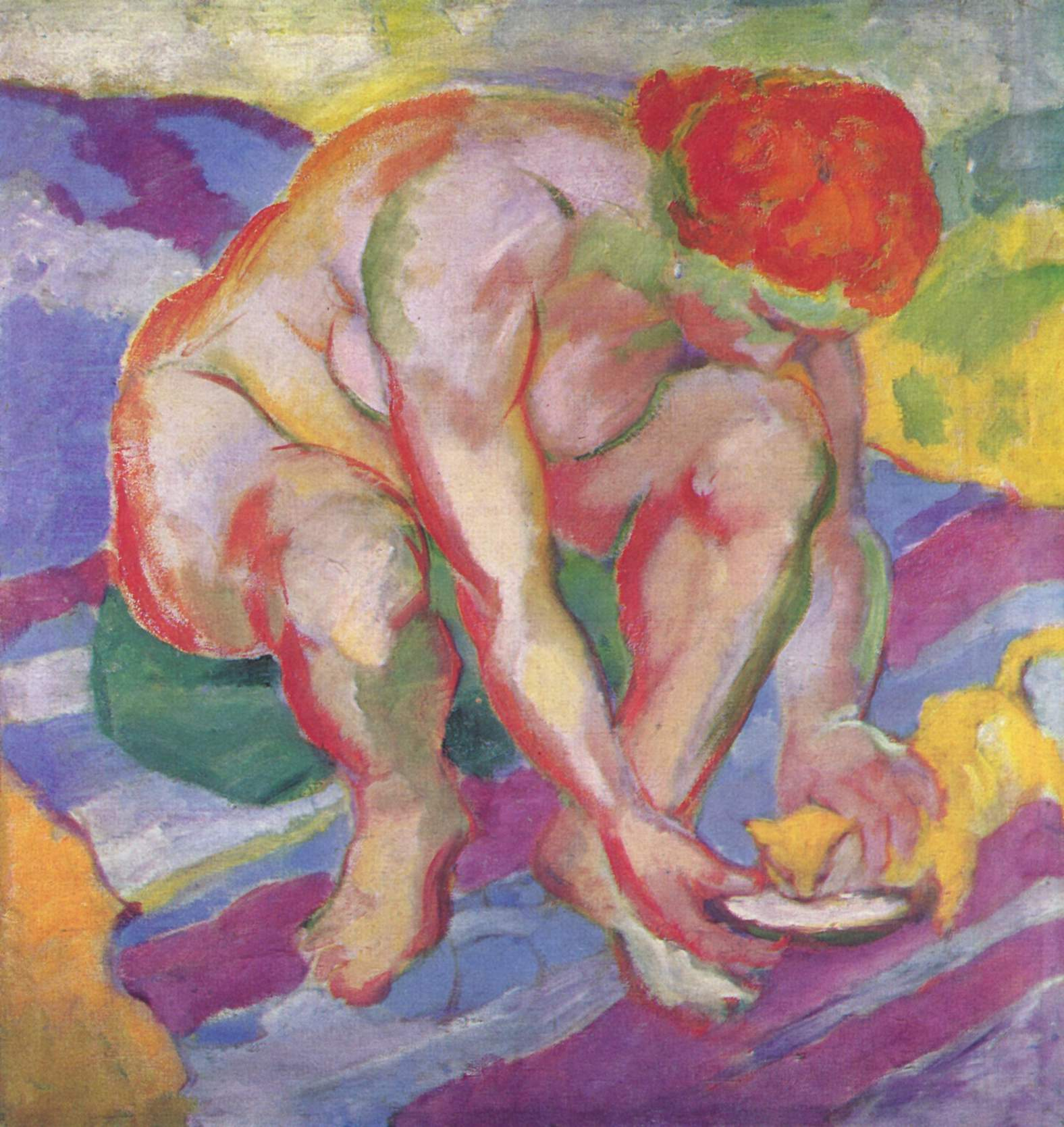
Franz Marc Nu amb gat, 1910
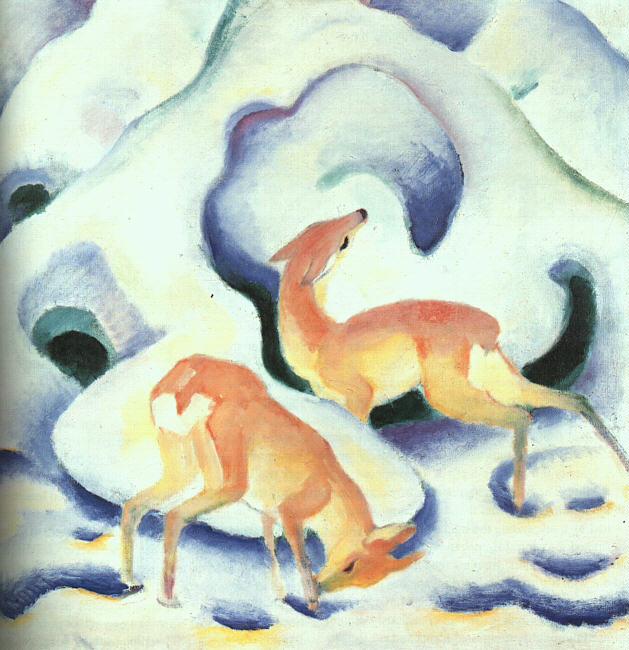
Franz Marc Cabirols en la neu, 1911
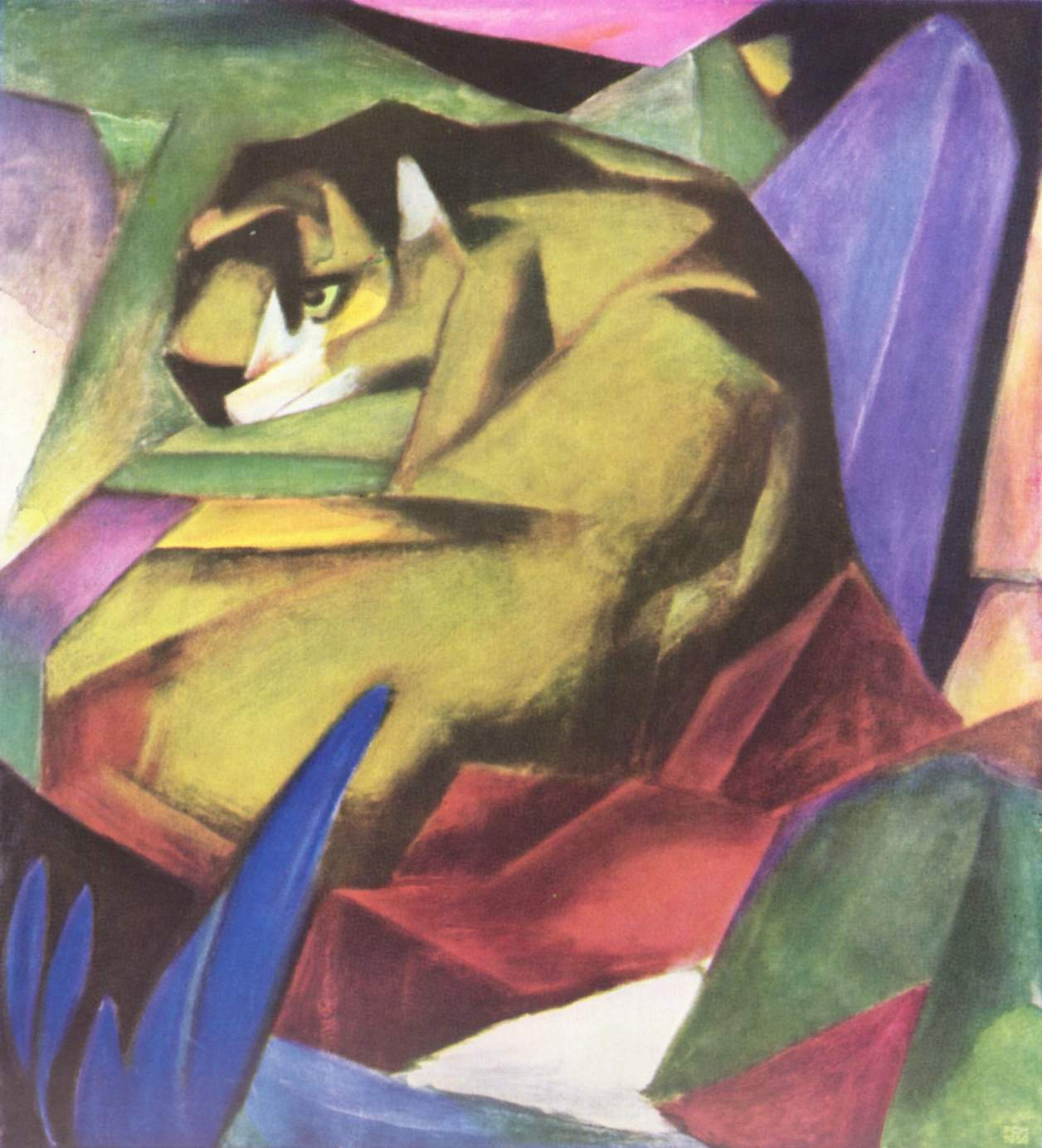
Franz Marc El tigre, 1912
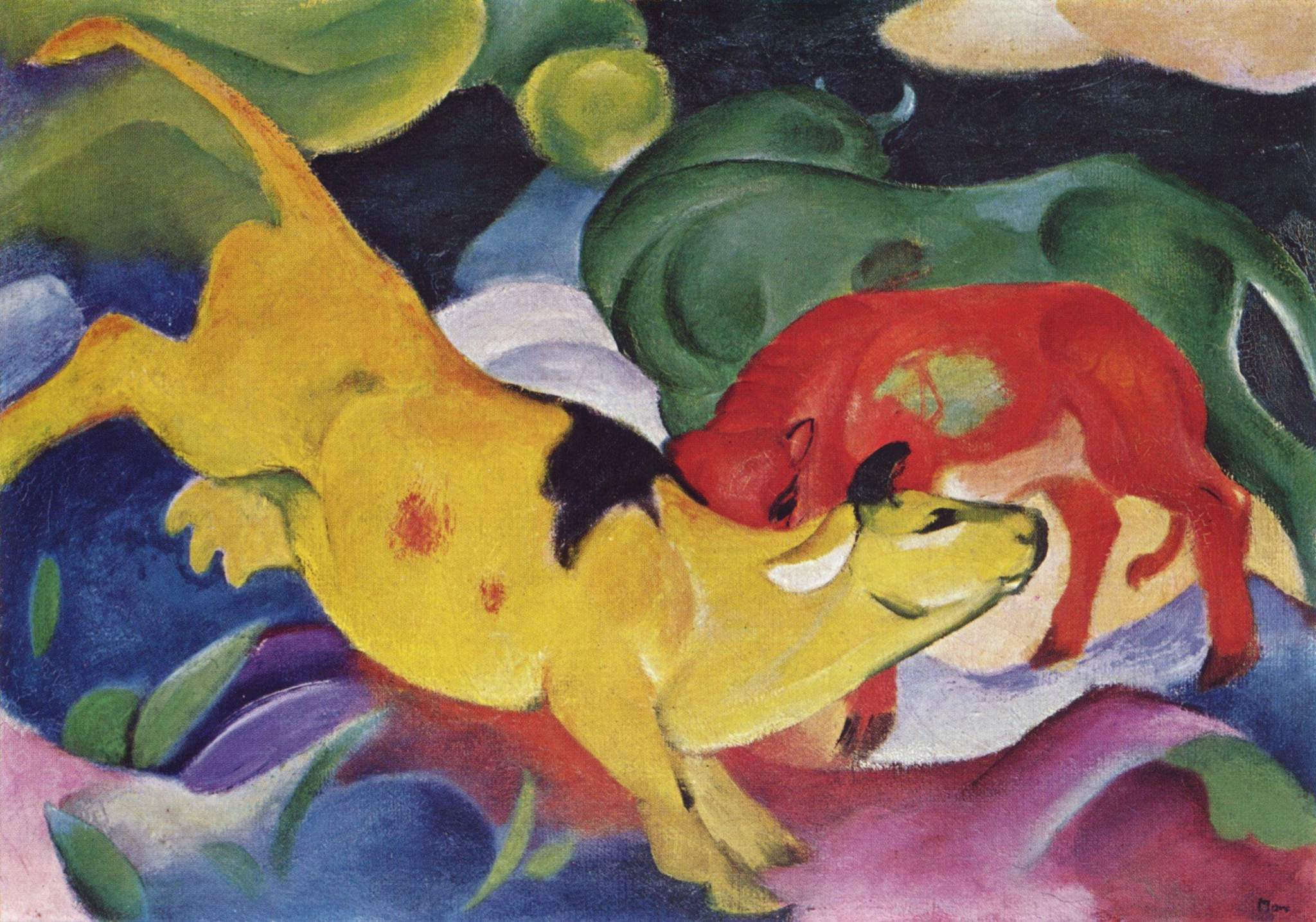
Franz Marc Vaques en groc, vermell i verd, 1912

## ElKunstbau

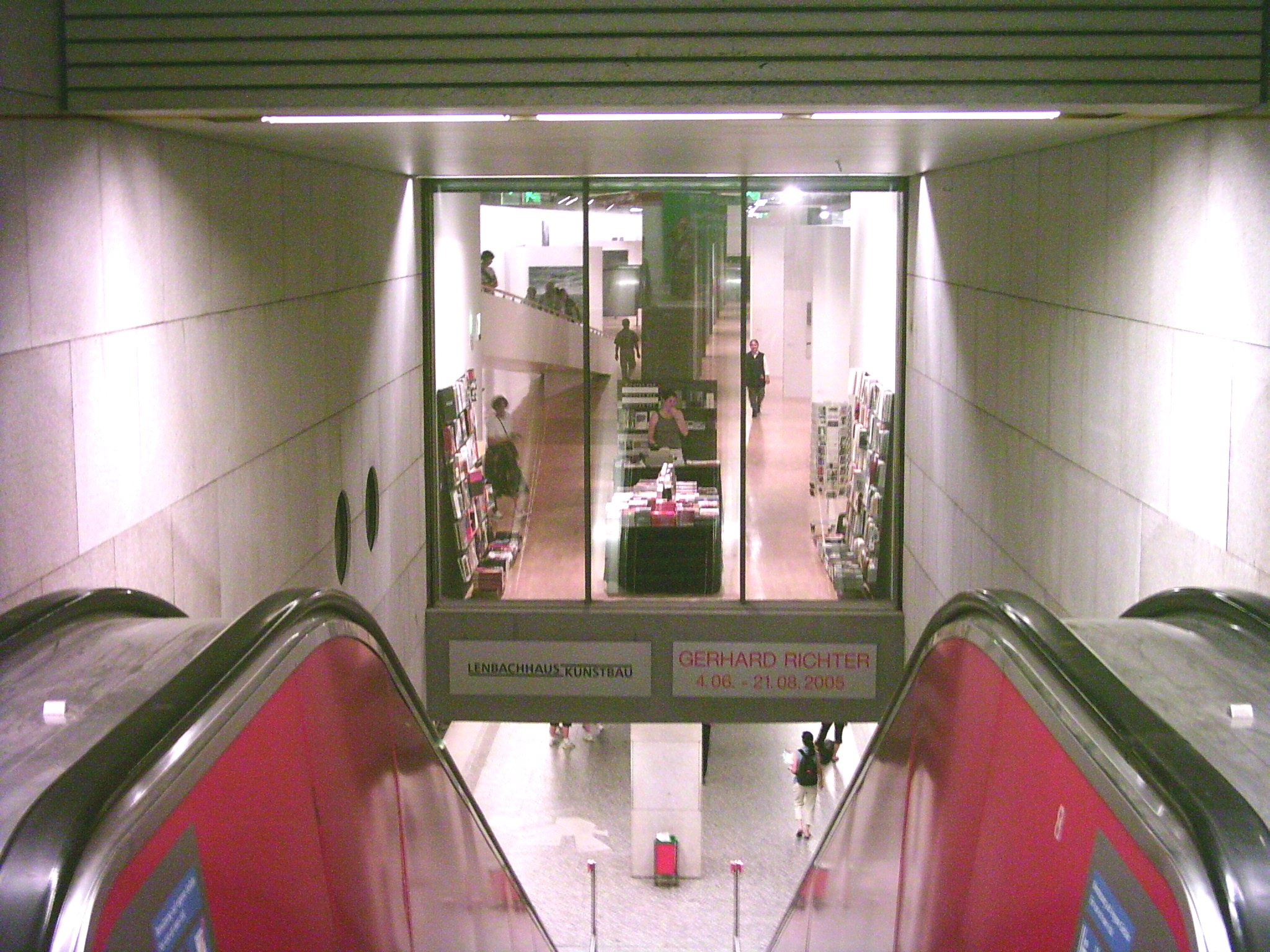
Vista del pis tancat de l'estació de Metro Königsplatz a l'"edifici d'art" amb l'exposició retrospectiva de Gerhard Richter 2005.

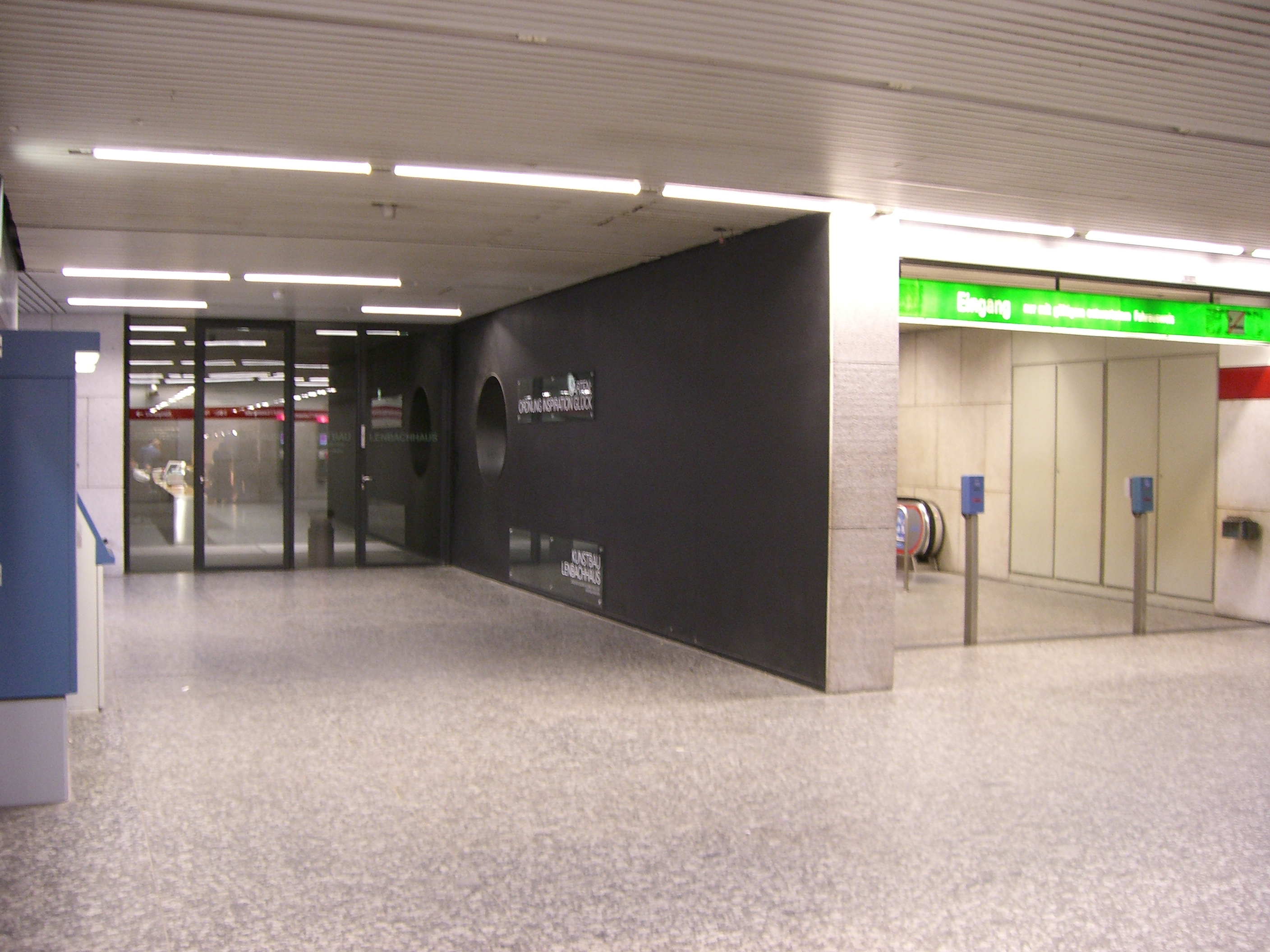
L'entrada a l'Edifici d'art.

L'any 1994, les possibilitats de la Galeria de la Lenbachhaus es van veure ampliades en una mesura important amb la inauguració del Kunstbau (edifici d'art). Aquesta espaiosa superfície d'exposicions es troba en una part de l'entresòl, fins llavors sense utilitzar, de l'estació del metro Königsplatz, molt propera a la Lenbachhaus, que serà destinada a grans exposicions canviants, en la seva major part d'art modern o contemporani.
Amb la construcció de l'estació de metro, a força profunditat, va quedar sobre la mateixa estació un espai buit. Tenia 110 metres de longitud, era lleugerament corbat i estava dividit en dos espais separats per una filera d'elements de sustentació. Del 1992 al 1994, l'estudi d'arquitectura Kiessler+Partner, per encàrrec de l'ajuntament, va ser convertit en una dependència de la Lenbachhaus. Els costats que abans apareixien tancats, compten ara amb uns grans aparadors cap a les escales automàtiques de l'estació del Metro. Els visitants podien passar des de l'entresòl de l'estació al vestíbul de l el Kunstbau i des d'allà per una rampa descendent als espais d'exposició. Per al maneig de les obres d'art es compta amb un muntacàrregues que accedeix des dels terrenys veïns d'una escola professional municipal. L'atmosfera de l'espai expositiu, il·luminat per llum artificial, queda marcada per les superfícies de formigó de la coberta i els pilars que s'han deixat en brut.
Existeix també un espai penjant per a muntatges multimèdia, situat al bell mig de la part oest.
A causa de treballs de reforma i renovació, la galeria municipal estarà tancada per algun temps a partir del 2008.

## Kubus
A mitjan 2005, al Petuelpark es va inaugurar el Kubus de la Lenbachhaus. El Kubus presenta exposicions trimestrals d'artistes contemporanis. A més, un cop al mes s'exposa, dins de la sèrie "Els dilluns a Petula Park", art contemporani al Café Ludwig, al pis superior del Kubus.